# Obsjtsji Syrt
De Obsjtsji Syrt (Russisch: Общий Сырт) is een vlakke bergrug in het oosten van Europees Rusland. De Obsjtsji Syrt wijkt ten noorden van Orenburg af van de Zuidelijke Oeral en strekt zich 500 kilometer uit in zuidwestelijke richting tot aan de Wolga. Het hoogste punt vormt de Medvezji lob ("Berenkop" ook wel Arapovaberg genoemd) met 405 meter.
De bergrug vormt zowel de waterscheiding tussen de rivieren Wolga en Oeral als een deel van de grens tussen Europa en Azië.
De noordelijke uitloper van de Obsjtsji Syrt is bedekt met loofbossen, terwijl de zuidelijke uitloper naar de Kaspische Laagte gekenmerkt wordt door steppe.
De bergrug wordt gekenmerkt door zandsteen, klei en kalksteen uit het tijdvak Perm en het Mesozoïcum. Op sommige plaatsen ligen sichany (koepelvormige uitlopers). Er is ontwikkeling van karst. 